# زوحيفان عدسي
الزوحيفان العدسي (الاسم العلمي:Caulerpa lentillifera) هو نوع من النباتات يتبع جنس الزوحيفان من الفصيلة الزوحيفانية.